# Lester Conner
Lester Allen Conner (Memphis, Tennessee; 17 de septiembre de 1959) es un exjugador de baloncesto estadounidense que jugó 12 temporadas en la NBA, además de hacerlo ocasionalmente en la CBA. Con 1,93 metros de altura, lo hacía en la posición de base. En la actualidad es entrenador asistente de los Denver Nuggets.

## Trayectoria deportiva

### Universidad
Tras haber jugado dos temporadas en los Comunnity College de Los Médanos y Chabot, jugó dos temporadas con los Beavers de la Universidad Estatal de Oregón, en las que promedió 11,1 puntos, 4,9 rebotes y 4,6 asistencias por partido. En esos dos años consiguieron ganar el título de la Pacific Ten Conference, siendo elegido jugador del año de la misma en su última temporada, además de ser incluido en el segundo quinteto del All-American.

### Profesional
Fue elegido en la decimocuarta posición del Draft de la NBA de 1982 por Golden State Warriors, donde jugó cuatro temporadas. Su mejor campaña se produjo en la temporada 1983-84, en la que jugó como base titular los 82 partidos, promediando 11,1 puntos, 4,9 asistencias y 2,0 robos de balón, apareciendo por primera vez en su carrera entre los 10 mejores de la liga en este último apartado, algo que repetiría en otras tres ocasiones.
En 1987 firma como agente libre por Houston Rockets, recibiendo los Warriors en compensación una futura segunda ronda del draft. Allí desempeñó funciones de suplente de Sleepy Floyd, contando con pocas oportunidades de juego, promediando 2,5 puntos y 1,1 asistencias por partido. al año siguiente fue traspasado, junto con Joe Barry Carroll a New Jersey Nets, a cambio de Tony Brown, Frank Johnson, Tim McCormick y Lorenzo Romar.
En los Nets recupera de nuevo la titularidad, jugando una gran primera temporada en el equipo, acabando con unos promedios de 10,3 puntos, 7,4 asistencias, 4,3 rebotes y 2,2 robos de balón, el jugador más completo del equipo de la temporada. En la temporada 1990-91 Mookie Blaylock le arrebata el puesto de titular, y mediada la misma es traspasado a Milwaukee Bucks a cambio de Cadillac Anderson, en el que fue el principio del fin de su carrera profesional. Tras año y medio en los Bucks es traspasado a Orlando Magic a cambio de Sam Vincent, pero es cortado antes del comienzo de la temporada. Fichó por diez días con Los Angeles Clippers, quienes le renovaron hasta final de temporada, pero donde apenas jugó 13 minutos por partido. En las dos siguientes temporadas firmaría sendos contratos temporales con Indiana Pacers y Los Angeles Lakers, disputando tan solo 13 partidos entre ambas etapas, tras los cuales se retiraría definitivamente. En el total de su carrera profesional promedió 6,3 puntos y 3,9 asistencias por partido.

### Entrenador
Su carrera de entrenador comenzó en 1998, como asistente de Rick Pitino en Boston Celtics, puesto en el que permaneció hasta 2004. De ahí pasó a ejercer las mismas funciones en Philadelphia 76ers y posteriormente trabajó al lado de Terry Stotts en Milwaukee Bucks. Actualmente desempeña esa misma función en el equipo de Denver Nuggets.

## Estadísticas de su carrera en la NBA

### Temporada regular
| Año     | Equipo        | PJ  | PT  | MPP  | %TC  | %3P  | %TL   | RPP | APP | ROB | TPP | PPP  |
| ------- | ------------- | --- | --- | ---- | ---- | ---- | ----- | --- | --- | --- | --- | ---- |
| 1982–83 | Golden State  | 75  | 10  | 18.9 | .479 | .000 | .699  | 2.9 | 3.4 | 1.5 | 0.1 | 4.9  |
| 1983–84 | Golden State  | 82  | 82  | 31.4 | .493 | .167 | .718  | 3.7 | 4.9 | 2.0 | 0.1 | 11.1 |
| 1984–85 | Golden State  | 79  | 49  | 28.6 | .451 | .200 | .750  | 3.1 | 4.7 | 2.0 | 0.2 | 8.1  |
| 1985–86 | Golden State  | 36  | 0   | 11.5 | .375 | .286 | .741  | 1.7 | 1.2 | 0.7 | 0.0 | 4.0  |
| 1987–88 | Houston       | 52  | 3   | 7.7  | .463 | .000 | .780  | 0.7 | 1.1 | 0.7 | 0.0 | 2.5  |
| 1988–89 | New Jersey    | 82  | 63  | 30.9 | .457 | .351 | .788  | 4.3 | 7.4 | 2.2 | 0.1 | 10.3 |
| 1989–90 | New Jersey    | 82  | 61  | 28.7 | .414 | .154 | .804  | 3.2 | 4.7 | 2.1 | 0.1 | 7.9  |
| 1990–91 | New Jersey    | 35  | 2   | 14.0 | .523 | .000 | .690  | 1.6 | 1.7 | 1.1 | 0.0 | 4.1  |
| 1990–91 | Milwaukee     | 39  | 2   | 13.3 | .396 | .000 | .750  | 1.4 | 2.7 | 1.2 | 0.0 | 2.9  |
| 1991–92 | Milwaukee     | 81  | 9   | 17.5 | .431 | .000 | .704  | 2.3 | 3.6 | 1.2 | 0.1 | 3.5  |
| 1992–93 | L.A. Clippers | 31  | 0   | 13.6 | .452 | .000 | .947  | 1.6 | 2.1 | 1.1 | 0.1 | 2.4  |
| 1993–94 | Indiana       | 11  | 0   | 15.4 | .368 | .000 | .500  | 2.2 | 2.8 | 1.3 | 0.1 | 2.8  |
| 1994–95 | L.A. Lakers   | 2   | 0   | 2.5  | .000 | .000 | 1.000 | 0.0 | 0.0 | 0.5 | 0.0 | 1.0  |
| Total   | Total         | 687 | 281 | 21.8 | .453 | .202 | .753  | 2.7 | 3.9 | 1.6 | 0.1 | 6.3  |

### Playoffs
| Año     | Equipo        | PJ | PT | MPP  | %TC   | %3P   | %TL   | RPP | APP | ROB | TPP | PPP |
| ------- | ------------- | -- | -- | ---- | ----- | ----- | ----- | --- | --- | --- | --- | --- |
| 1987–88 | Houston       | 1  | 0  | 1.0  | .000  | .000  | 1.000 | 1.0 | 1.0 | 1.0 | 0.0 | 2.0 |
| 1990–91 | Milwaukee     | 1  | 0  | 7.0  | 1.000 | .000  | .000  | 1.0 | 2.0 | 0.0 | 0.0 | 2.0 |
| 1992–93 | L.A. Clippers | 5  | 0  | 12.8 | .750  | 1.000 | 1.000 | 1.4 | 2.0 | 0.6 | 0.2 | 4.2 |
| 1993–94 | Indiana       | 6  | 0  | 3.7  | .400  | .000  | 1.000 | 0.7 | 0.0 | 0.2 | 0.0 | 1.0 |
| Total   | Total         | 13 | 0  | 7.2  | .667  | 1.000 | .857  | 1.0 | 1.0 | 0.4 | 0.1 | 2.4 |